# 小松原茂雄
小松原 茂雄（こまつばら しげお、1928年5月10日 - 1988年11月30日）は、英文学者、元東京大学教養学部教授。ディケンズ文学の専門家。

## 経歴
徳島県生まれ。東京大学英文科卒。
日本女子大学文学部講師、千葉大学文理学部助教授を経て1964年より東大教養学部助教授、教授（英語）。チャールズ・ディケンズを専門とし、『ボズのスケッチ集』等をテキストとしたディケンズ文学の世界を紹介する講義を行った。
五反田駅で鉄道に飛び込み自殺により逝去。没後、『ディケンズの世界』（三笠書房、1989）がまとめられた。